# Черниговский 17-й гусарский полк
17-й гусарский Черниговский полк — сформирован в 1896 г., причём ему пожалованы старшинство, Георгиевский штандарт и 13 Георгиевских труб бывшего Черниговского конно-егерского полка.

## История
16 сентября 1896 года Высочайшим приказом Императора Николая II был сформирован 51-й драгунский Черниговский полк в составе 6-ти эскадронов из эскадронов, выделенных по одному из драгунских полков: Елисаветградского, Александрийского, Белорусского, Нарвского, Переяславского и Северского.
Местом квартирования новому полку был назначен город Орёл.
При сформировании полку были пожалованы 7 Георгиевских серебряных труб бывшего Черниговского конно-егерского полка.
1 апреля 1898 года полку было присвоено старшинство бывшего Черниговского конно-егерского полка. Одновременно из 6-го драгунского Глуховского полка переданы: Георгиевский штандарт и ещё 6 Георгиевских серебряных труб Черниговского конно-егерского полка.

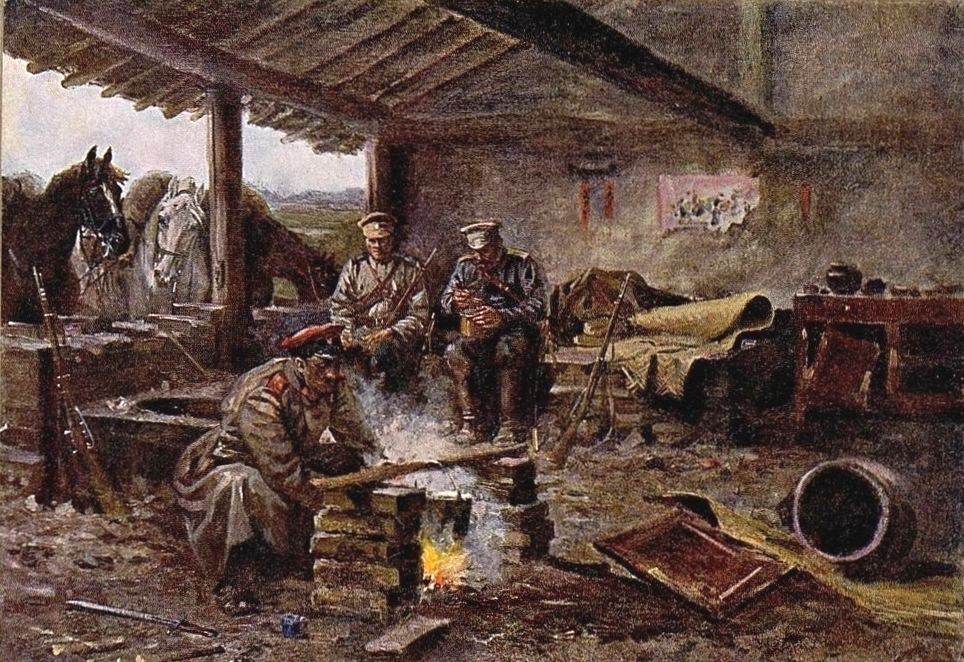
Драгуны 51-го Черниговского полка на привале в разрушенной фанзе.

С 19 августа 1898 года именовался 51-м драгунским Черниговским Её Императорского Высочества Великой Княгини Елисаветы Фёдоровны полком.
6 декабря 1907 года переименован в 17-й гусарский Черниговский Её Императорского Высочества Великой Княгини Елисаветы Фёдоровны полк.
3 сентября 1911 года переименован 17-й гусарский Черниговский Его Императорского Высочества Великого Князя Михаила Александровича полк.
В июне 1915 г. полк отличился в ходе конной атаки у Олешице. 23 июня 1916 г., действуя в прорыве у Костюхновки, взял 3 тяжелых германских орудия.
Из полка, ушедшего с фронта Первой мировой войны в конце 1917 г., выделилась значительная часть гусар, постановивших продолжать драться с немцами. Этот отряд отступал к Нарве, по дороге оказывая сопротивление врагу. В честь этих боев отряд получил наименование Нарвского красногусарского полка. Он особо отличился во время летнего наступления 1919 г. на Восточном фронте. В марте 1919 г. Нарвский партизанский кавалерийский красногусарский отряд был выведен в город Глазов для пополнения и переформирования. Здесь в его состав были переданы эскадроны Тейковского и Замоскворецкого кавалерийских полков. 1 апреля 1919 г. вновь созданная часть получила наименование полка Красных гусар (55-й Красногусарский полк).
В Гражданскую войну весной—летом 1918 года кадр полка вошёл в состав 1-го конного генерала Алексеева полка Добровольческой армии. 22 марта 1919 года был сформирован Черниговский гусарский дивизион. С 1 августа 1919 года Черниговский дивизион включен в состав Сводно-гусарского полка 1-й кавалерийской дивизии. К концу 1919 года Черниговцы составляли уже 4 эскадрона и пулемётную команду и должны были полностью восстановить полк, но тяжёлые бои и большие потери привели к тому, что в апреле 1920 года составляли один пеший эскадрон совместно с изюмцами в составе 3-го кавалерийского полка. В Галлиполи черниговцы составляли отдельный эскадрон 2 конного полка. В эмиграции было образовано полковое объединение.

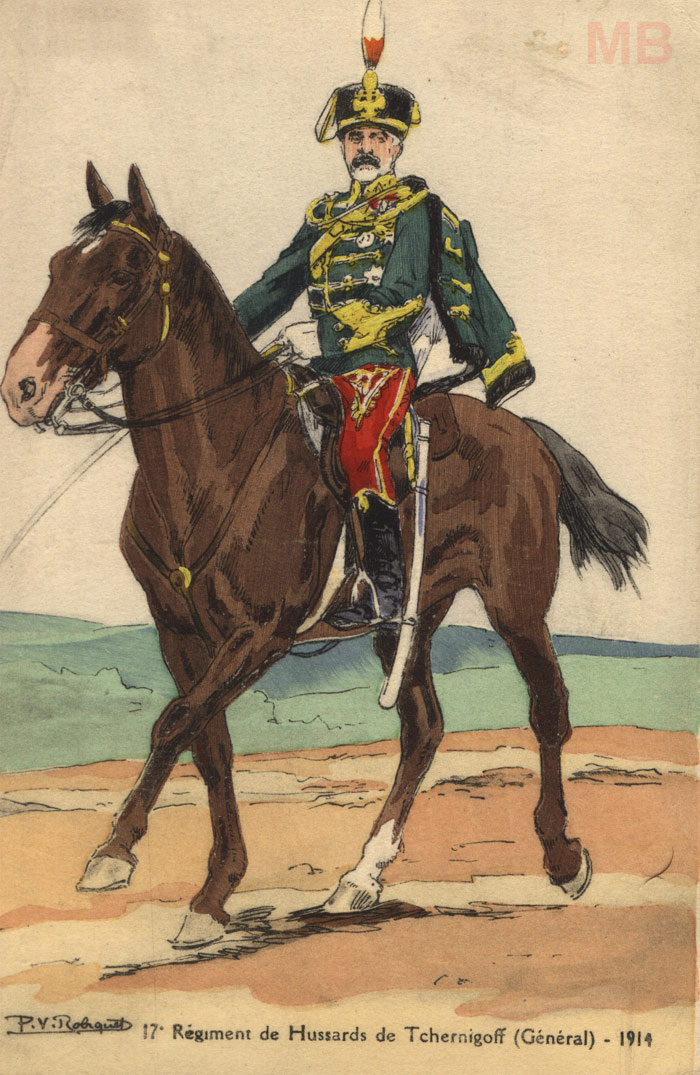
Полковая форма, 1914

## Форма 1914 года
Общегусарская. Доломан, тулья, клапан пальто (шинели) — тёмно-зелёный, шлык, околыш, погоны, варваки, выпушка — белый, металлический прибор — золотой.

### Флюгер
Цвета: Верх — белый, полоса — жёлтый, низ — тёмно-зелёный.

## Шефы
- 19.08.1898-03.09.1911 — великая княгиня Елизавета Фёдоровна
- С 3.09.1911 до конца существования полка — великий князь Михаил Александрович Романов[5]

## Командиры
- 16.09.1896—26.03.1901 — полковник Цуриков, Афанасий Андреевич.
- 27.03.1901—25.03.1905 — полковник Зенкевич, Виктор Семёнович
- 12.04.1905—09.06.1907 — полковник Алексей Михайлович фон Кауфман-Туркестанский
- 30.06.1907—16.05.1909 — полковник князь Урусов, Николай Валерьевич
- 07.06.1909—03.09.1911 — флигель-адъютант, полковник великий князь Михаил Александрович[6]
- 17.09.1911—19.01.1915 — полковник Блохин, Николай Сергеевич
- 09.02.1915—16.04.1917 — полковник Десино, Владимир Николаевич[7]
- 17.04.1917—16.11.1917 — полковник Калинин, Дмитрий Иванович
- октябрь 1918 — поручик Польшиков